# Бенче (провинция)
Бенче́ (вьет. Bến Tre, тьы-ном 𡔖𥯌) — провинция на юге Вьетнама, расположенная в дельте Меконга. Площадь составляет 2360,2 км²; население по данным на 2009 год — 1 254 589 человек. Административный центр провинции — город провинциального подчинения Бенче (Bến Tre), который находится в 1805 км от Ханоя и в 85 км от Хошимина.

## История
Уже в начале 1960х годов на территории провинции начали действовать подпольные организации и партизанские группы НФОЮВ. Для их уничтожения сил местной полиции оказалось недостаточно, и южновьетнамскому военно-политическому руководству пришлось использовать армейские подразделения. После создания в 1962 году нелегального кинематографа НФОЮВ именно здесь кинооператором во время боя был снят первый кинорепортаж (короткометражная чёрно-белая кинолента "Бой у села Мо Кай в провинции Бенче"). 

## Административное деление
В административном отношении подразделяется на:
- город провинциального подчинения Бенче

и 8 уездов:
- Бачи (Ba Tri)
- Биньдай (Bình Đại)
- Тяутхань (Châu Thành)
- Тёлать (Chợ Lách)
- Зёнгчом (Giồng Trôm)
- Мокайбак (Mỏ Cày Bắc)
- Мокайнам (Mỏ Cày Nam)
- Тханьфу (Thạnh Phú)

## Экономика
Территория Бенче занята рукавами Меконга, песчаными дюнами, рисовыми полями и фруктовыми садами. Провинция Бенче славится как житница Южного Вьетнама. Основа экономики — выращивание риса, фруктов, кокосов. На всю страну известны местные кокосовые сладости типа ирисок. Посещение провинции туристами входит в стандартную программу тура в дельту Меконга.

## Население
| 2019      |
| --------- |
| 1 288 463 |

## Галерея

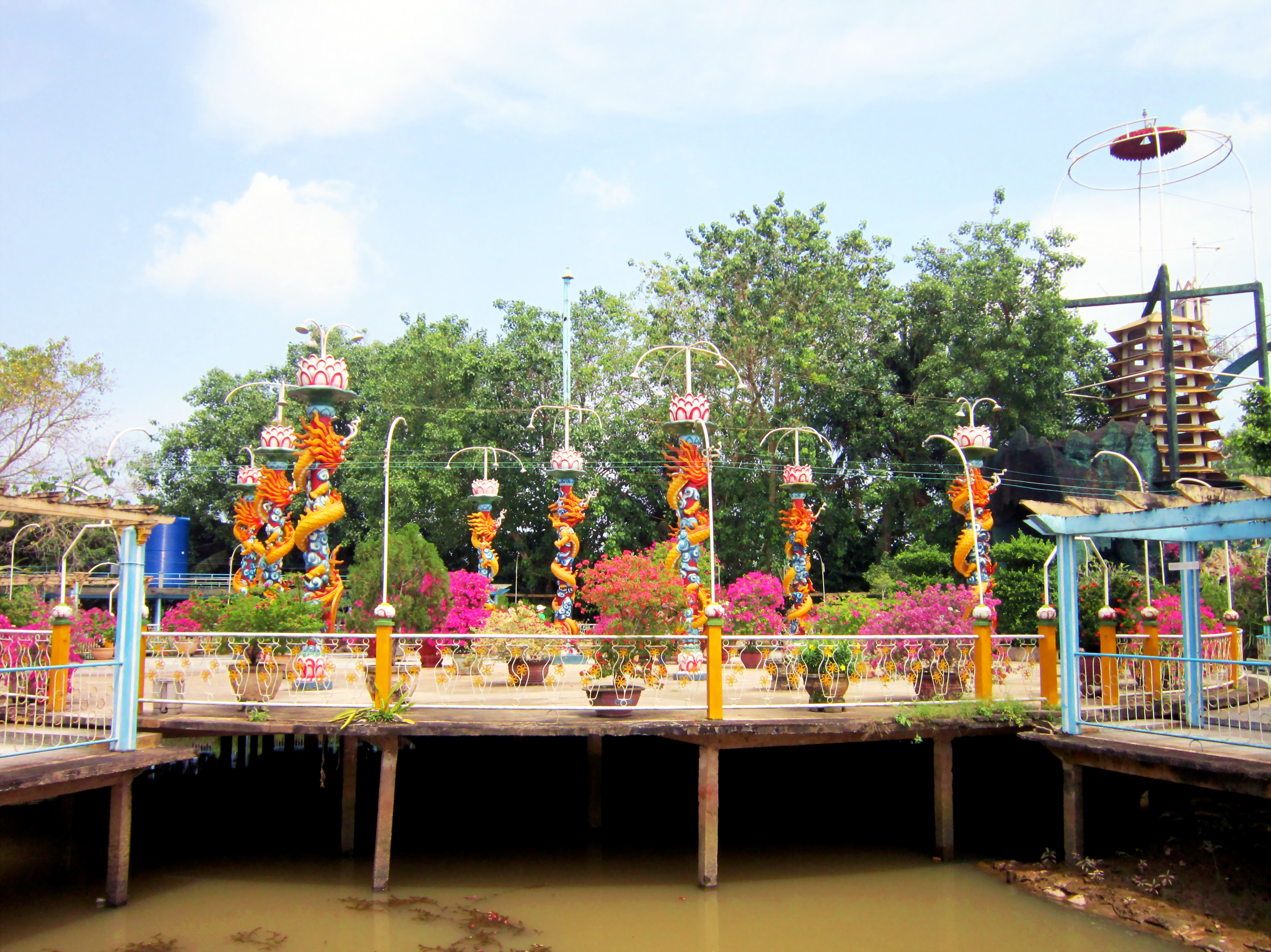
9 драконов в Дао Дуа
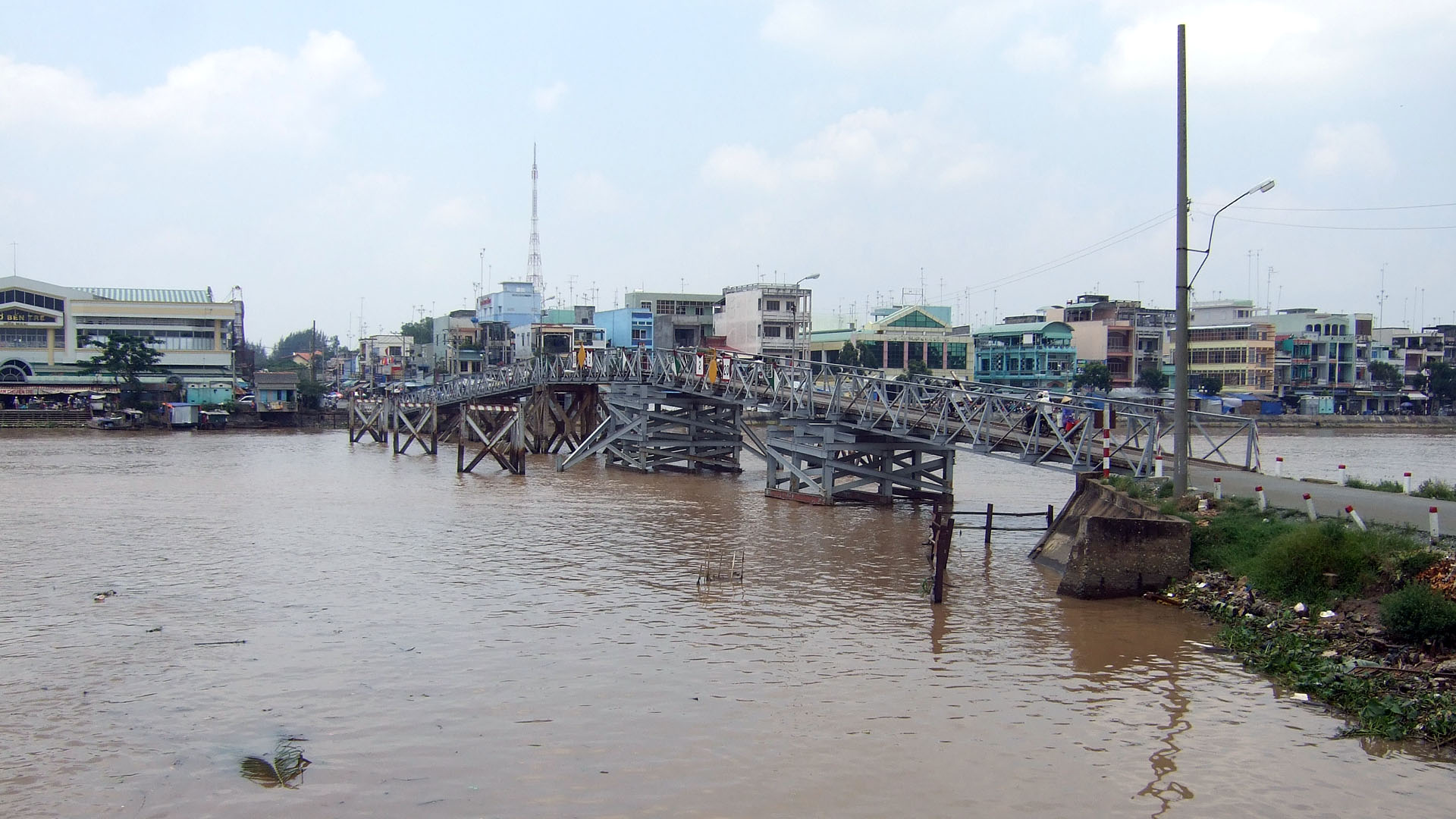
Мост в городе Бенче
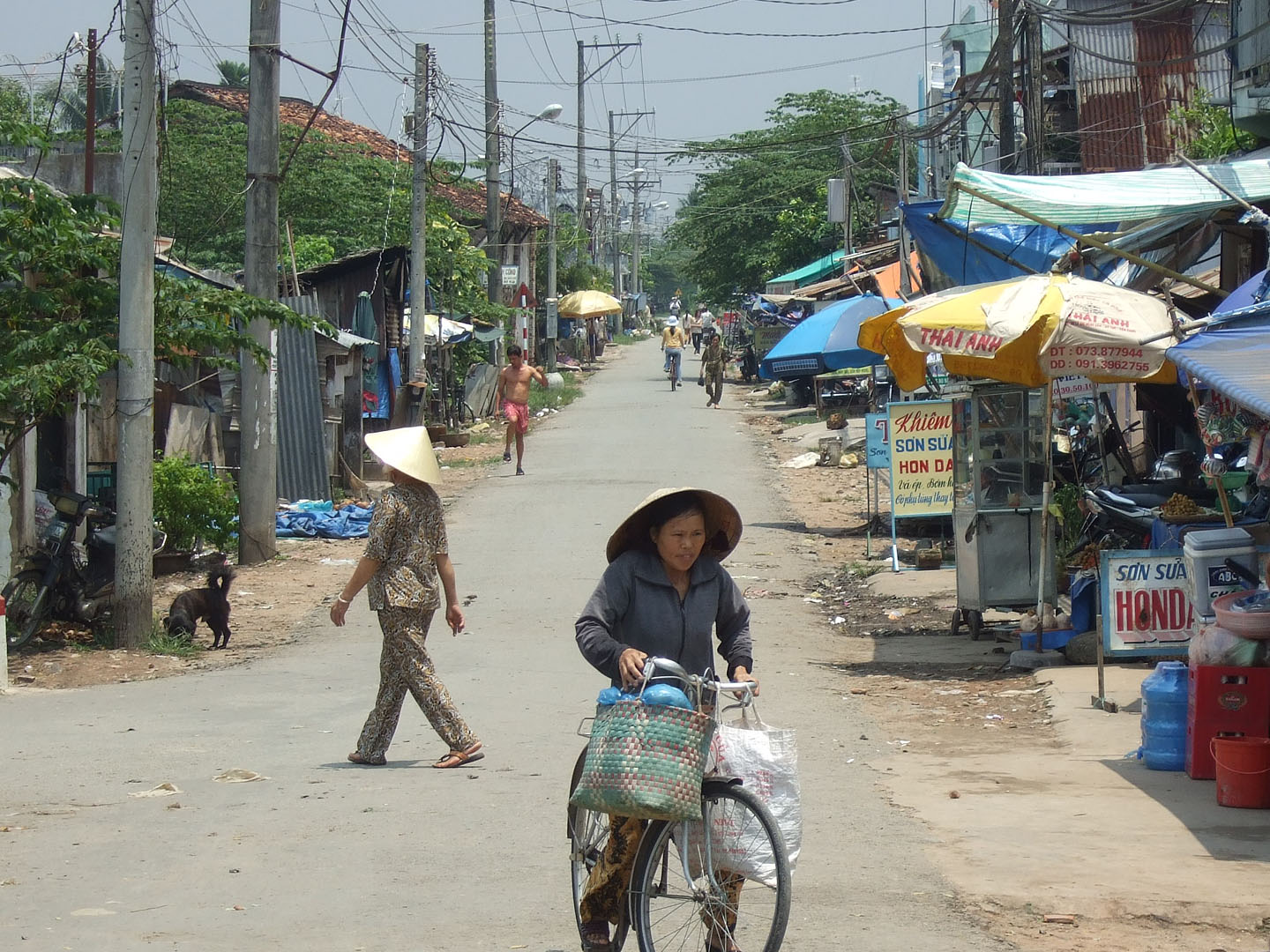